# اینگبورگ رانبلد
اینگبورگ رانبلد (انگلیسی: Ingeborg Rönnblad; ۱۰ آوریل ۱۸۷۳ – ۲ ژوئن ۱۹۱۵) هنرپیشه، و خواننده اهل سوئد بود.